# .gy
‎.gy‏ دامنه اینترنتی اختصاص داده شده به گویان است.